# Batalha de Torvioll
A Batalha de Torvioll, foi travada em 29 de junho de 1444 na planície de Torvioll, na atual Albânia. Gjergj Kastrioti Skanderbeg foi um general albanês otomano que resolveu voltar para sua terra natal e assumir as rédeas de uma nova Liga Albanesa contra o Império Otomano.

## Rescaldo
10.000 soldados otomanos morreram na batalha, enquanto outros 2.000 foram capturados. mas fontes modernas sugerem um número maior de 4.000 albaneses mortos e feridos.